# Považany
Považany (węg. Vágmosóc) – wieś (obec) w powiecie Nowe Miasto nad Wagiem, w kraju trenczyńskim, w zachodniej Słowacji, o populacji 1256 mieszkańców (stan na 2016).

## Historia
Wieś została założona w 1960 poprzez połączenie trzech sąsiadujących wsi: Mošovce, Kríž nad Váhom i Vieska. Początkowo nazywała się Nové Mošovce, ale w 1961 zmieniono nazwę na obecną – Považany. Najwcześniej w dokumentach historycznych wspominane są Mošovce – w 1263, Kríž nad Váhom w 1297, a Vieska w 1368.

## Geografia
Centrum wsi leży na wysokości 176 m n.p.m. Gmina zajmuje powierzchnię 8,748 km².